# Nikandros
Nikandros nebo Níkandros (starořecky Nίκανδρος) z královského rodu Eurypontovců byl králem Sparty ( pravděpodobně mytickým) asi od roku 750 před Kr. do roku 720 před Kr. Jeho spolukrálem z královského rodu Agiovců byl Teleklos.
Z období vlády Nikandra je velmi málo věrohodných zpráv. Nemůžeme se zde opřít o dobové zprávy, ale jen o ty, které byly zaznamenány po velmi dlouhém časovém odstupu (např. od Pausania), proto jsou již považovány většinou za legendy. Antičtí historici shodně tvrdí, že jeho předchůdcem byl Charilaos. Tato shoda při nejstarších králech Eurypontovců není samozřejmostí, protože se v těchto seznamech ne vždy shodují. O událostech, které se udály za vlády krále Nikandra se dozvídáme od Pausania žijícího v druhém století.
Pausanias zaznamenal, že spartský král Nikandros napadl s vojskem Argolis. Asinčané žijící v této oblasti se do invaze zapojili a spolu se Sparťany pustošil krajinu. Když se Sparťané z expedice vrátili domů, vojsko Argolida pod vedením jejich krále Erata zaútočilo na Asin. Asinčané vida beznadějnost tohoto boje se zachránili útěkem. Své rodiny naložili na plavidla a krajinu opustili. Během vlády Nikandra se odehrál i závažný incident mezi Spartou a Messéniou.
Na hranicích mezi Messéniou a Spartou se každoročně konaly při chrámu bohyně Artemis slavnosti na její počest a oslavovali je společně Messénčané a Sparťané. Pausanias píše, že Messénčané na těchto oslavách zavraždili Nikandrova spolukrále Telekla, který jak to interpretovali Sparťané chtěl ochránit spartské panny před znásilněním. Podle verze Messénčanů prý krále Telekla zabili při obraně, kdy mladí Sparťané převlečení za dívky během noci s ukrytými dýkami napadli messénského šlechtice. Tak či onak tato událost se stala jednou z hlavních příčin pozdějšího vojenského konfliktu mezi Spartou a Messénií, který začal za vlády Nikandrova následníka Theopompa.
V Plutarchově knize Výroky Sparťanů je znám i výrok připisovaný králi Nikandrovi. Když se ho někdo zeptal proč nosí Sparťané dlouhé vlasy a vousy odpověděl, "Neboť je to vlastní ozdoba člověka a přitom i nejlevnější".